# Guettarda uruguensis
Guettarda uruguensis là một loài thực vật có hoa trong họ Thiến thảo. Loài này được Cham. & Schltdl. mô tả khoa học đầu tiên năm 1829.

## Hình ảnh

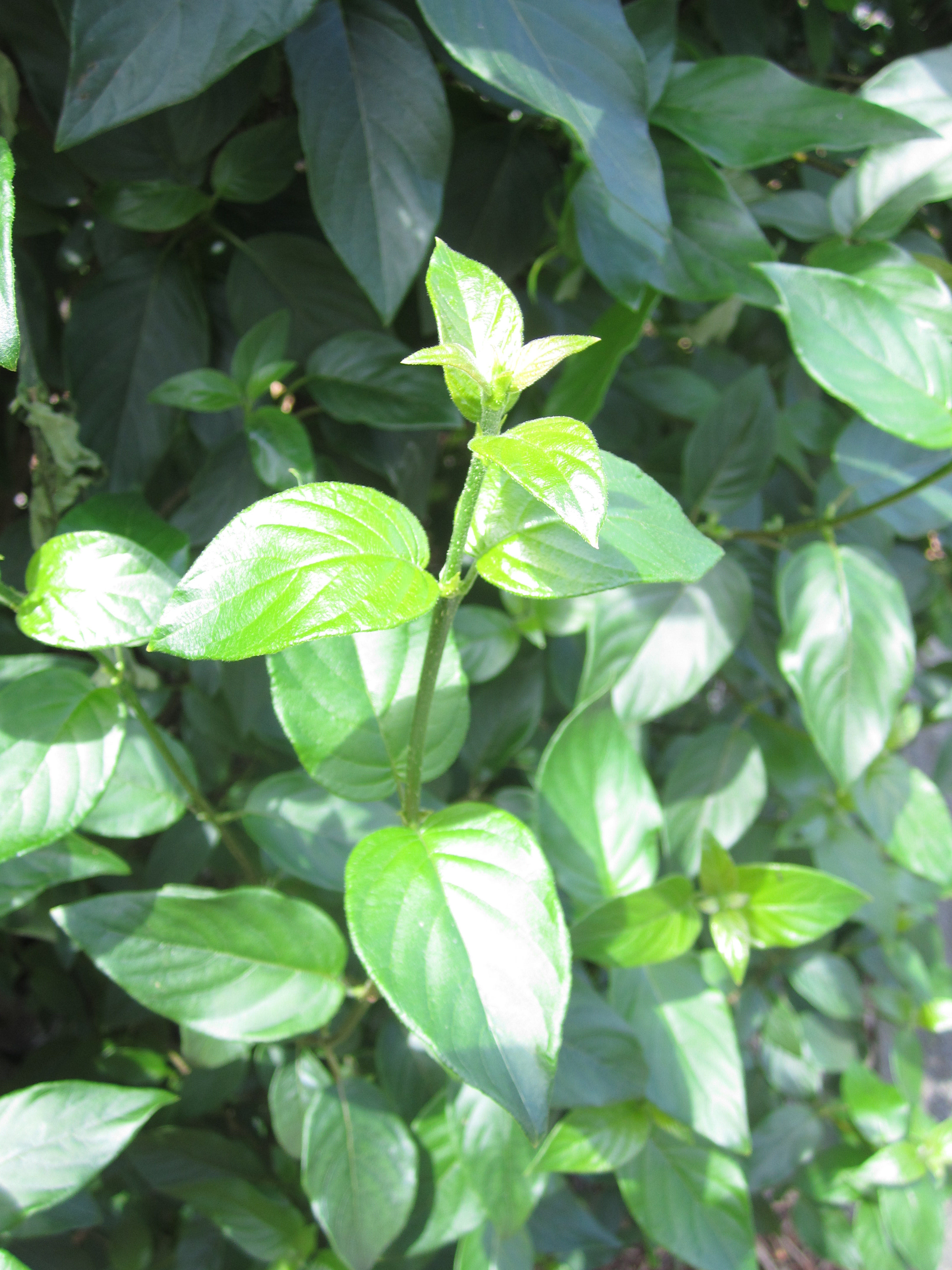